# 紅脈熊蟬
，为蟬科熊蟬屬下的一个种，分布於中國大陸、印度北方、日本、韓國、臺灣西部平地之苦楝、構樹、柳樹、樟樹及菩提樹等，每年6至9月出沒，公蟬體長約37—40（1.5—1.6英寸），母蟬約在36—39（1.4—1.5英寸）。另外，正在吸食植物枝葉時，每次排泄量約0.2毫公升（0.0070英制液態盎司；0.0068美制液態盎司），每分鐘排泄次數約3至6次。

## 利用

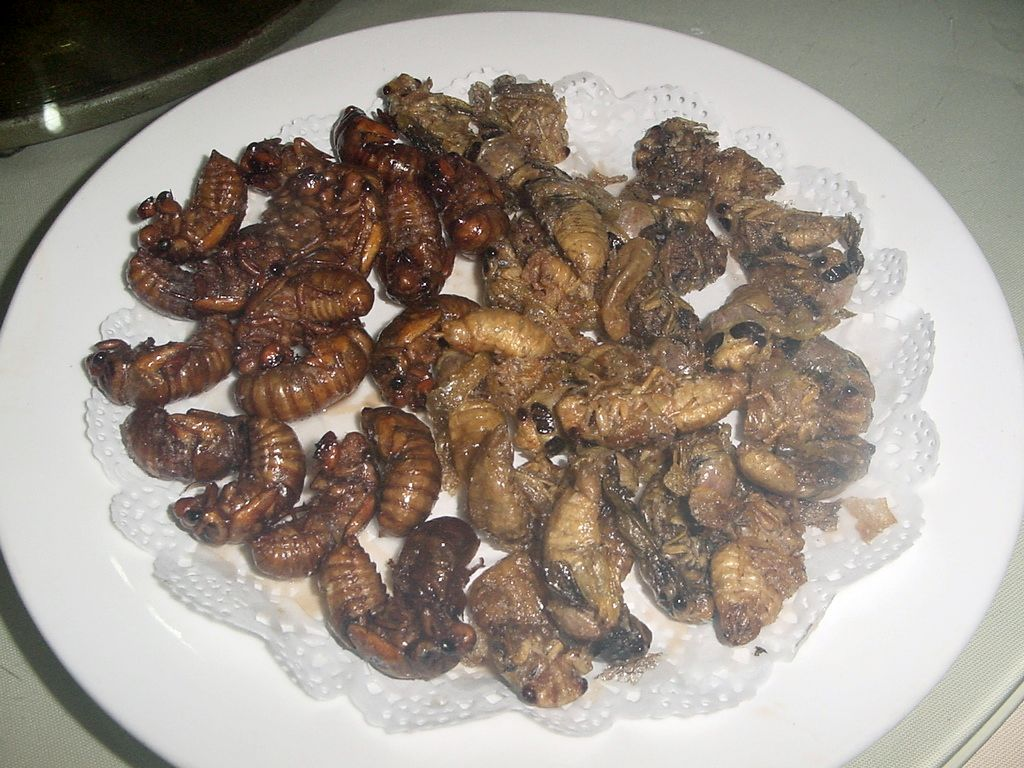
鲁菜的炸金蝉

鲁菜中稱本种爲金蟬，将幼虫用于干炸菜。